# Thripophaga
A Thripophaga a madarak (Aves) osztályának verébalakúak (Passeriformes) rendjébe és a fazekasmadár-félék (Furnariidae) családjába tartozó nem. Egy-két faj besorolása vitatott.

## Rendszerezésük
A nemet Jean Cabanis német ornitológus írta le 1847-ben, az alábbi fajok tartoznak ide:
- Thripophaga gutturata[1] vagy Cranioleuca gutturata[2]
- Thripophaga fusciceps
- Thripophaga cherriei
- Thripophaga amacurensis[1]
- Thripophaga macroura
- Thripophaga berlepschi[2] vagy Cranioleuca berlepschi[1]

## Előfordulásuk
Dél-Amerika területén honosak. Természetes élőhelyeik a szubtrópusi és trópusi erdők és cserjések. Állandó nem vonuló fajok.

## Megjelenésük
Testhosszuk körülbelül 13–18 centiméter.

## Életmódjuk
A jobban leírt fajok ízeltlábúakkal táplálkoznak.